# Ben Parker
Benjamin Franklin Parker, solitamente noto come Zio Ben,  è un personaggio dei fumetti creato da Stan Lee (testi) e Steve Ditko (disegni), pubblicato dalla Marvel Comics. La sua prima apparizione è stata in Amazing Fantasy n. 15 (agosto 1962).
Ben Parker è lo zio di Peter Parker ed ha rappresentato per esso la figura paterna. Seppur fisicamente uscito di scena già alla sua prima apparizione assoluta, Ben Parker rimane comunque un personaggio chiave nelle vicende dell'Uomo Ragno. Infatti la sua uccisione costituisce il motivo per cui il giovane Peter intraprende la carriera di supereroe.

## Biografia del personaggio
È il fratello maggiore di Richard Parker, il padre di Peter.
Benjamin Parker è nato a Brooklyn, New York. Si era formato per diventare un ufficiale di polizia militare ed è stato anche cantante in una band. Aveva conosciuto la sua futura moglie May Reilly dai tempi del liceo, ma a sua volta era ingenuamente interessata a un ragazzo di nome Johnny Jerome, notevolmente più facoltoso di Ben. Ben avvertì May che Jerome era in realtà un criminale, ma prese la cosa come una calunnia per gelosia. Una notte Jerome propose a May di sposarlo e andarsene via subito, ma sul posto arrivò la polizia. Jerome aveva appena rapinato una gioielleria e sparato ad un uomo che tentò di chiamare aiuto. May si rese conto che Jerome era davvero un criminale. Ben denunciò Johnny e confortò il cuore spezzato di May quando il ragazzo fu arrestato. La loro relazione si è evoluta in amore e si sono felicemente sposati negli anni trenta.
Dopo il matrimonio Ben e May si trasferirono a Forest Hills, nel Queens di New York City, nell'ex villetta del gangster Dutch Malone. Dopo la morte di Richard e Mary Parker, Ben e May si prendono cura del loro unico nipote Peter, nel quale la coppia vede il figlio che non hanno potuto mai avere e di conseguenza il bambino verrà cresciuto con tutto l'amore possibile: anche se Peter è un emarginato dai suoi compagni di scuola, zia May era molto affettuosa con lui e zio Ben gli dava sempre buoni consigli.
Ben Parker viene ucciso da un ladro, lo stesso rapinatore che pochi giorni prima Peter (già divenuto l'Uomo Ragno) si era rifiutato di fermare; questo influenzerà tutte le decisioni future di Peter, facendogli intraprendere la carriera di supereroe, per far in modo che ciò che accadde allo zio non possa accadere ad altri.
Nella vita di Peter Parker lo zio Ben rappresenta un'importante figura di riferimento e la sua morte è la fonte del rimorso da cui deriva la sua più forte motivazione interiore ad essere un supereroe (la lezione di vita appresa da Peter Parker che da un grande potere derivano grandi responsabilità).

### Buon Compleanno
Come ringraziamento per l'aiuto datogli nello sconfiggere Dormammu, il Dottor Strange concede a Peter cinque minuti con il fantasma dello zio Ben.

### House of M
Quando Wanda Maximoff creò il mondo di House of M, lo plasmò tenendo conto dei più desideri dei supereroi; tra quelli di Peter Parker c'era quello di resuscitare zio Ben, così Ben tornò in vita in questa realtà, consigliando Peter e facendogli da padre. Al ripristino della realtà, Ben ha cessato di esistere.

### Ragnoverso
Durante gli eventi di "Ragnoverso" gli Spider-Man di tutte le varie realtà alternative vengono catapultati in un mondo dove Ben Parker è ancora vivo ed è lo Spider-Totem di questo universo. Si è ritirato dalla sua carriera di supereroe in seguito alla morte dei suoi cari per mano del Green Goblin di quell'universo, ma torna in azione grazie all'incoraggiamento di tutti gli altri Spider-Man (in particolare Superior Spider-Man) e combatte contro gli Eredi. Successivamente si trasferisce nell'universo di Spider-Girl.

## "Da un grande potere derivano grandi responsabilità"
La frase "Da un grande potere derivano grandi responsabilità" è ampiamente attribuita allo zio Ben. Tuttavia, la stessa compare per la prima volta, nel volume Amazing Fantasy n. 15, come didascalia narrativa dell'ultima vignetta, scritta in una forma leggermente differente "...da un grande potere deve derivare anche -- una grande responsabilità!".
In effetti, Ben ha solo due righe nell'intero fumetto. Storie successive e flashback che hanno avuto luogo quando Ben era ancora vivo hanno reso retroattivamente la frase una delle tante raccomandazioni che rivolgeva a Peter. Le reinterpretazioni degli ultimi giorni dello zio di Spider-Man, come il film Spider-Man e il fumetto Ultimate Spider-Man, descrivono Ben mentre pronuncia questa frase rivolgendosi a Peter, nella loro ultima conversazione.
Nella serie animata Ultimate Spider-Man, la frase "da un grande potere derivano grandi responsabilità", appartiene a Nick Fury.
Nel Marvel Cinematic Universe è May Parker a dire queste parole, prima di morire, al nipote Peter nel film Spider-Man: No Way Home.

## Altri media

### Animazione
Il personaggio è apparso nelle seguenti serie animate:
- L'Uomo Ragno (1967)
- L'Uomo Ragno (1981)
- L'Uomo Ragno e i suoi fantastici amici (1981)
- Spider-Man - L'Uomo Ragno (1994)
- The Spectacular Spider-Man (2008)
- Ultimate Spider-Man (2012)
- Spider-Man (2017)

Viene menzionato anche in Super Hero Squad Show e nella prima serie animata del Marvel Cinematic Universe (MCU) What If...?.

### Cinema
- Il personaggio è interpretato in Spider-Man (2002), Spider-Man 2 (2004) e Spider-Man 3 (2007) dall'attore Cliff Robertson. Nel primo film funge da figura paterna per il Peter Parker di Tobey Maguire ed è stato licenziato dal suo lavoro di capo elettricista dopo 35 anni. Mentre tenta di ispirare Peter, suo nipote gli dice di smetterla di comportarsi come suo padre. Più tardi quella notte, Ben viene ucciso, apparentemente da Dennis Carradone, un rapinatore e ladro d'auto a cui Peter aveva permesso di scappare quel giorno. Peter e sua zia May piangono per Ben, con Peter che viene ispirato da lui a diventare Spider-Man e continua ad accettarlo come il suo vero padre.
- Nel riavvio cinematografico del 2012 il personaggio è interpretato da Martin Sheen. Intuisce fin dall'inizio che il nipote ha un interesse per Gwen Stacy, facendoli avvicinare. A seguito di una discussione con il  Peter Parker di Andrew Garfield che porta quest'ultimo a scappare, Ben tenta di trovarlo. Tuttavia, incontra un ladro a cui Peter ha permesso di scappare quella notte e viene ucciso nella lotta che ne segue. Nonostante Peter tenta di trovare l'assassino di Ben, non riesce a trovarlo.
- Non è mai apparso fisicamente nel riavvio cinematografico ambientato nel Marvel Cinematic Universe (MCU), ma nel film Captain America: Civil War (2016) viene nominato in maniera non diretta da Peter quando ha una discussione con Tony Stark, facendo intendere che è morto, mentre viene nominato per la prima volta in un episodio della serie animata What If...?. Il ruolo di Ben nella vita di Peter è ricoperto da May nel film Spider-Man: No Way Home (2021): è lei a spronare il nipote a fare la cosa giusta e a ricordargli che dal suo potere derivano grandi responsabilità, così come la sua morte porta il nipote ad assumere le sue piene responsabilità di supereroe.
- Il personaggio è interpretato da Adam Scott nel film del Sony's Spider-Man Universe Madame Web (2024).